# Reggenza di Banyumas
La reggenza di Banyumas (in indonesiano: Kabupaten Banyumas) è una reggenza dell'Indonesia, situata nella provincia di Giava Centrale.